# Distrito electoral 5 (condado de Pawnee, Nebraska)
El distrito electoral 5 (en inglés: Precinct 5) es un distrito electoral ubicado en el condado de Pawnee en el estado estadounidense de Nebraska. En el Censo de 2010 tenía una población de 394 habitantes.

## Demografía
Según el censo de 2010, había 394 personas residiendo en el distrito electoral 5. De los 394 habitantes, el distrito electoral 5 estaba compuesto por el 99,49% blancos, el 0% eran afroamericanos, el 0,25% eran amerindios y el 0,25% eran asiáticos. Del total de la población el 0,51% eran hispanos o latinos de cualquier raza.